# Paramesotriton hongkongensis
Paramesotriton hongkongensis är en groddjursart som först beskrevs av Myers och Alan E. Leviton 1962.  Paramesotriton hongkongensis ingår i släktet Paramesotriton och familjen vattensalamandrar. IUCN kategoriserar arten globalt som nära hotad. Inga underarter finns listade i Catalogue of Life.